# Meomyia pausaria
Meomyia pausaria är en tvåvingeart som först beskrevs av Jaennicke 1867.  Meomyia pausaria ingår i släktet Meomyia och familjen svävflugor. Inga underarter finns listade i Catalogue of Life.